# Smart Woman (1931)
Smart Woman is een Amerikaanse filmkomedie uit 1931 onder regie van Gregory La Cava.

## Verhaal
Nancy Gibson keert terug naar New York na een lang verblijf in Parijs. Ze komt erachter dat haar man Don inmiddels een minnares heeft. Ze schakelt de Brit Guy Harrington in om hem jaloers te maken. Nancy wordt echt verliefd op hem en ze besluit van Don te scheiden. Ze reist met Guy naar Reno, maar daar ziet ze in dat ze nog steeds van Don houdt.

## Rolverdeling
| Acteur                | Personage            |
| --------------------- | -------------------- |
| Mary Astor            | Nancy Gibson         |
| Robert Ames           | Donald Gibson        |
| John Halliday         | Guy Harrington       |
| Edward Everett Horton | Billy Ross           |
| Noel Francis          | Peggy Preston        |
| Ruth Weston           | Sally Gibson Ross    |
| Gladys Gale           | Moeder van Peggy     |
| Alfred Cross          | Brooks               |
| Lillian Harmer        | Mevrouw Windleweaver |